# Trâu (nước)
Chu (tiếng Trung: 邾), còn có tên là Chu Lâu (tiếng Trung: 邾婁) hay Trâu (tiếng Trung: 鄒), là một phiên thuộc của nhà Chu thời Xuân Thu Chiến Quốc.

## Vị trí địa lý
Vị trí địa lý hiện tại của nước Chu, nay thuộc thành phố Trâu Thành tỉnh Sơn Đông, khu vực Lỗ Nam thành phố Đằng Châu, chủ yếu là thành phố Trâu Thành, thủ đô của quốc gia này nay thuộc làng Nam Tưu phía nam Khúc Phụ tỉnh Sơn Đông.

## Lịch sử